# Chicago thadzsagi
A Chicago thadzsagi (hangul: 시카고 타자기, Sikhago thadzsagi, RR: Sikago tajagi) dél-koreai televíziós sorozat, melyet 2017-ben mutatott be a tvN csatorna Ju Ain (Yu A-in), Im Szudzsong (Im Su-jeong) és Ko Gjongphjo (Ko Gyeong-pyo) főszereplésével. A forgatókönyvet Csin Szuvan (Jin Su-wan) írta, aki korábban olyan sorozatokat írt, mint a Moon Embracing the Sun (2012) vagy a Kill Me, Heal Me (2015). Im Szudzsong (Im Su-jeong) 13 év után tért vissza a képernyőre ezzel a sorozattal.

## Cselekmény
Han Szedzsu (Han Se-ju) sikeres író, Korea legünnepeltebbje, aki sztár státust élvez és luxus körülmények között él. Legbelül azonban magányos, és képtelen megbízni bárkiben is. Gyerekként egyedül maradt árván, a neves író, Pek Toha (Beak Do-ha) fogadta be és nevelte fel együtt saját fiával, Themin (Taemin)nel, azonban innen is távoznia kellett, mert az író felesége vehemensen gyűlölte, fia riválisát látta benne. Ráadásul az apja kritikus tekintete alatt íróként teljesíteni képtelen Themin (Taemin) ellopta Szedzsu (Seju) egyik regénykéziratát és a saját neve alatt publikálta.
A kifelé népszerű, azonban rekluzívan élő Szedzsu (Seju) élete fenekestül felfordul, miután egy külföldi útja során szemet vet egy régi koreai írógépre, amit a tulajdonosa végül neki ad ajándékba. Az írógépet egy különös lány szállítja ki, Cson Szol (Jeon Seol), aki hatalmas rajongója a fiatal írónak, már akkor rajongott érte, amikor még névtelen senki volt. Folyton összefutnak ezt követően, nem kis részben mindenféle megmagyarázhatatlan eseményeknek köszönhetően, melyeket nem más idéz elő, mint az írógépben lakó szellem, Sin Jul (Shin Yul).
Sin Jul (Shin Yul) az 1930-as években függetlenségi harcos volt a japán megszállás idejében, Szedzsu (Seju) pedig a legjobb barátja, Szo Hüjong (Seo Hwi-young) reinkarnációja, ezért a szellem megpróbálja rávenni az írót arra, hogy fejezze be azt a regény, amit az 1930-as években kezdett el írni a barátságukról, de nem fejezett be. Mivel Szedzsu (Seju) épp írói blokkal küszködik, beleegyezik, hogy a szellemmel közösen befejezzék a régi regényt. Közben pedig kiderül, hogy Cson Szol (Jeon Seol) is bajtársuk volt az előző életében, a lány töredékesen emlékszik is a múltjára, ami miatt csodabogárként kezelik mások. Cson Szol (Jeon Seol) retteg a múltjától, mert az álmaiban folyton azt látja, hogy megöl valakit, de nem látja az illető arcát.
Szedzsu (Seju) és Jul (Yul) gyanítják, hogy kettejük közül ölte meg valamelyiküket, és emiatt kellett az új életükben ismét találkozniuk, kideríteni, miért és befejezni a történetüket.

## Szereplők
- Ju Ain (Yu A-in) mint Han Szedzsu (Han Se-ju) / Szo Hüjong (Seo Hwi-young)
- Im Szudzsong (Im Su-jeong) mint Cson Szol (Jeon Seol) / Rju Szuhjon (Ryu Su-hyeon)
- Ko Gjongphjo (Ko Gyeong-pyo) mint Ju Dzsino (Yu Jin-oh) / Sin Jul (Shin Yul)
- Kvak Sijang (Kwak Si-yang) mint Pek Themin (Baek Tae-min) / Ho Jongmin (Heo Young-min)
- Cso Udzsin (Jo U-jin) mint Kal Csiszok (Gal Ji-seok)
- Cshon Hodzsin (Cheon Ho-jin) mint Pek Toha (Beak Do-ha)
- Jang Dzsinszong (Yang Jin-seong) mint Ma Bangdzsin (Ma Bang-jin)
- Cson Szugjong (Jeon Su-gyeong) mint Vang Bangul (Wang Bang-ul)